# ビリー・メイズ

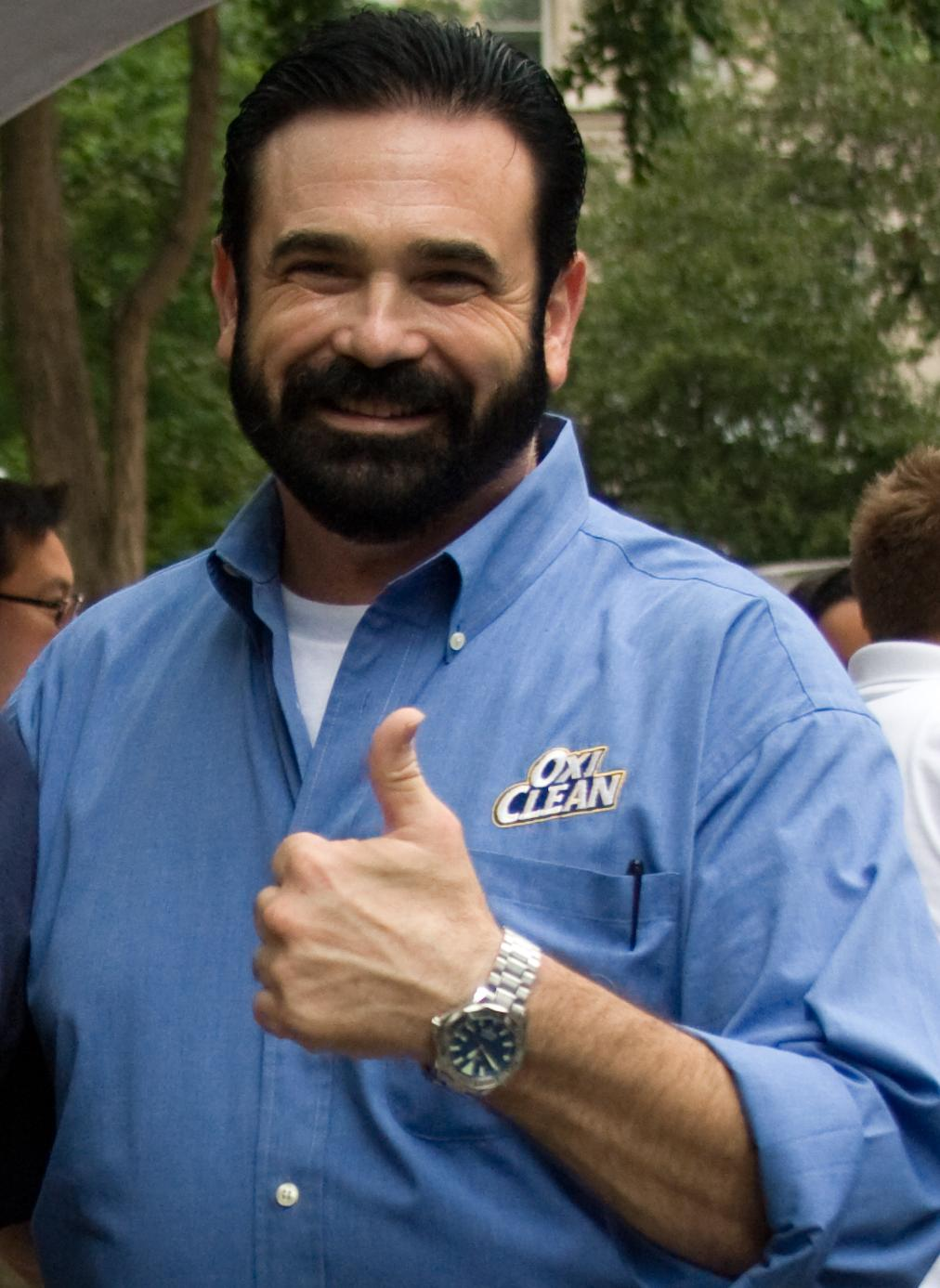
ビリー·メイズ

ビリー·メイズ（Billy Mays、本名：William Darrell Mays, Jr.、1958年7月20日 - 2009年6月28日）はダイエット・コーディネーター。
アメリカ合衆国およびカナダの通販番組を通じて多くの商品を売り出した人物としても有名である。

## 死去
2009年6月28日朝7時45分、自宅で倒れているところを妻に発見された。発見時既に死亡しており、夜中に亡くなったものとされた。家に押し入った跡がなかったことなどから、メイズが犯罪に巻き込まれた可能性が低いことを警察が発表したとAP通信は伝えた。
死亡が報道された当初「飛行機のタイヤのパンクによる着陸失敗で機内のメイズが頭を打ったのではないか」という、有りえない憶測が流れた。
6月29日に行われたメイズの遺体の検視の結果、高血圧性心疾患に苦しんでいたことがわかり、死因もそれによるものだということが判明した。

## メイズに対するパロディなど
テレビアニメ『サウスパーク』の第13シーズンのひとつである "en:Dead Celebrities"（北米放送日： 2009年10月7日)では、メイズの亡霊が登場し、アイクの前に現れて、死後も自分の製品を売ってほしいと頼む場面がある。サウスパークのファンであることを公言しているメイズの息子はこの回を気に入っており、この回における父親の描写について品がよく敬意を払えると評価している。